# Nordbuzz.de
Nordbuzz.de war ein regionales deutsches Newsportal mit Sitz in Bremen. Ursprünglich 2016 als Freizeitportal und Eventseite für Bremen, Oldenburg und den Nordwesten gegründet, fokussierte sich nordbuzz.de ab 2018 auf Berichterstattung im Clickbait-Stil und wurde zum 30. Juni 2021 eingestellt. Seit der Gründung wurde nordbuzz.de von mehreren Partnern und im Speziellen von der Ippen Digital GmbH & Co. KG technologisch unterstützt.

## Geschichte
Nach der Gründung berichtete nordbuzz.de als Freizeitportal über Events, Lifestyle und News aus der Region. Dazu gehörten auch Gastro- und Ausgeh-Tipps, Eventempfehlungen, aber auch längere Reportagen.
Im Juni 2019 war nordbuzz.de erstmals in den Top 50 im IVW Ranking vertreten. Bis zum August 2019 konnte nordbuzz.de seinen Traffic beinahe um 200 % steigern. In einem Interview mit Meedia erklärte „Nordbuzz“-Geschäftsführer Peter Tänzer im Juli 2019, dass sein Portal die 20-Millionen-Grenze im Monat bis 2020 knacken will. Im November 2019 erreichte das Angebot nach starken Reichweiteneinbußen in den Vormonaten lediglich 2,7 Millionen Visits.

## Inhalt und Ausrichtung
Ab 2018 fokussierte sich nordbuzz.de auf Themen aus der lokalen Berichterstattung und Sport – vor allem Werder Bremen und dem Hamburger SV – und auch auf Nachrichten aus Welt, Stars, Politik und Wirtschaft. Redakteure aus der gesamten Ippen-Gruppe lieferten zusätzliche Inhalte, die von den Redakteuren von nordbuzz.de aufbereitet und ausgespielt wurden. Diese wiesen nicht unbedingt einen lokalen Bezug auf.

## Unternehmensstruktur
Die Nordbuzz GmbH & Co. KG ist eine Unternehmung, hinter der die Mediengruppe kreiszeitung und die eMedienservice Nord als Kommanditisten stehen. Die eMedienservice Nord repräsentiert als Gesellschaft die Mediengruppe Weser-Kurier sowie die Nordwest-Zeitung Verlagsgesellschaft. Nordbuzz ist somit indirekt ein Joint Venture der drei Zeitungstitel Nordwest-Zeitung, kreiszeitung und Weser-Kurier. Die Geschäftsführer sind  Florian Jamer und Peter Tänzer.